# RedeTV! São Paulo
RedeTV! São Paulo é uma emissora de televisão brasileira sediada em Osasco, porém concessionada na cidade de São Paulo, respectivamente cidade e capital do estado homônimo. Opera no canal 9 (29 UHF digital) e é uma emissora própria e matriz da RedeTV!. A sede da emissora é o Centro de Televisão Digital no bairro da Vila São José, onde é gerada a programação da RedeTV! para todo o país.

## História
A emissora foi fundada em 15 de novembro de 1999, através do canal 9 VHF, sucedendo a antiga TV Manchete São Paulo, emissora própria da Rede Manchete, que havia sido comprada pelos empresários Amilcare Dallevo e Marcelo de Carvalho, fundando a RedeTV!. Ao contrário da antiga emissora, que possuía como sede o Rio de Janeiro, a sede da RedeTV! foi transferida para São Paulo, onde passou a ser gerada toda a programação da emissora.
Neste ano, em 15 de novembro, aniversário de 10 anos da RedeTV!, a emissora mudou-se para o Centro de Televisão Digital, um complexo televisivo de 60.000 m² no bairro de Vila São José, em Osasco. O evento de inauguração da nova sede contou com a presença de vários convidados, incluindo o então presidente Luiz Inácio Lula da Silva.
Em junho de 2009, a RedeTV! São Paulo passou a ser a primeira emissora do Brasil a transmitir seu sinal em alta definição ao vivo para internet, transmitindo a programação da emissora em tempo real. O portal da RedeTV! tem sites com interatividade exclusivos para cada programa da emissora e com vídeos sob demanda.

## Sinal digital
Em 23 de maio de 2010, tornou-se também a primeira emissora de televisão aberta do mundo a transmitir seu sinal em 3D, durante a exibição do Pânico na TV!, pelo sub-canal 9.2. A emissora desativou o seu sinal em 3D no dia 19 de junho de 2015. Em 7 de fevereiro de 2021, a emissora reativou o canal 9.2, passando a exibir teleaulas do Universo EADTV, fruto de uma parceria da RedeTV! com a Universidade Cesumar.
Transição para o sinal digital
Com base no decreto federal de transição das emissoras de TV brasileiras do sinal analógico para o digital, a RedeTV! São Paulo, bem como as outras emissoras da Região Metropolitana de São Paulo, cessou suas transmissões pelo canal 9 VHF em 29 de março de 2017, seguindo o cronograma oficial da ANATEL. A emissora cortou o sinal às 23h59, durante o Superpop. A apresentadora Luciana Gimenez subiu até a central técnica da emissora e apertou o botão que automaticamente inseriu o slide do MCTIC e da ANATEL sobre o switch-off.